# یاتسوولانه
یاتسوولانه (به لاتین: Jacowlany) یک روستا در لهستان است که در گمینا شدرا واقع شده‌است.